# Ciclon tropical

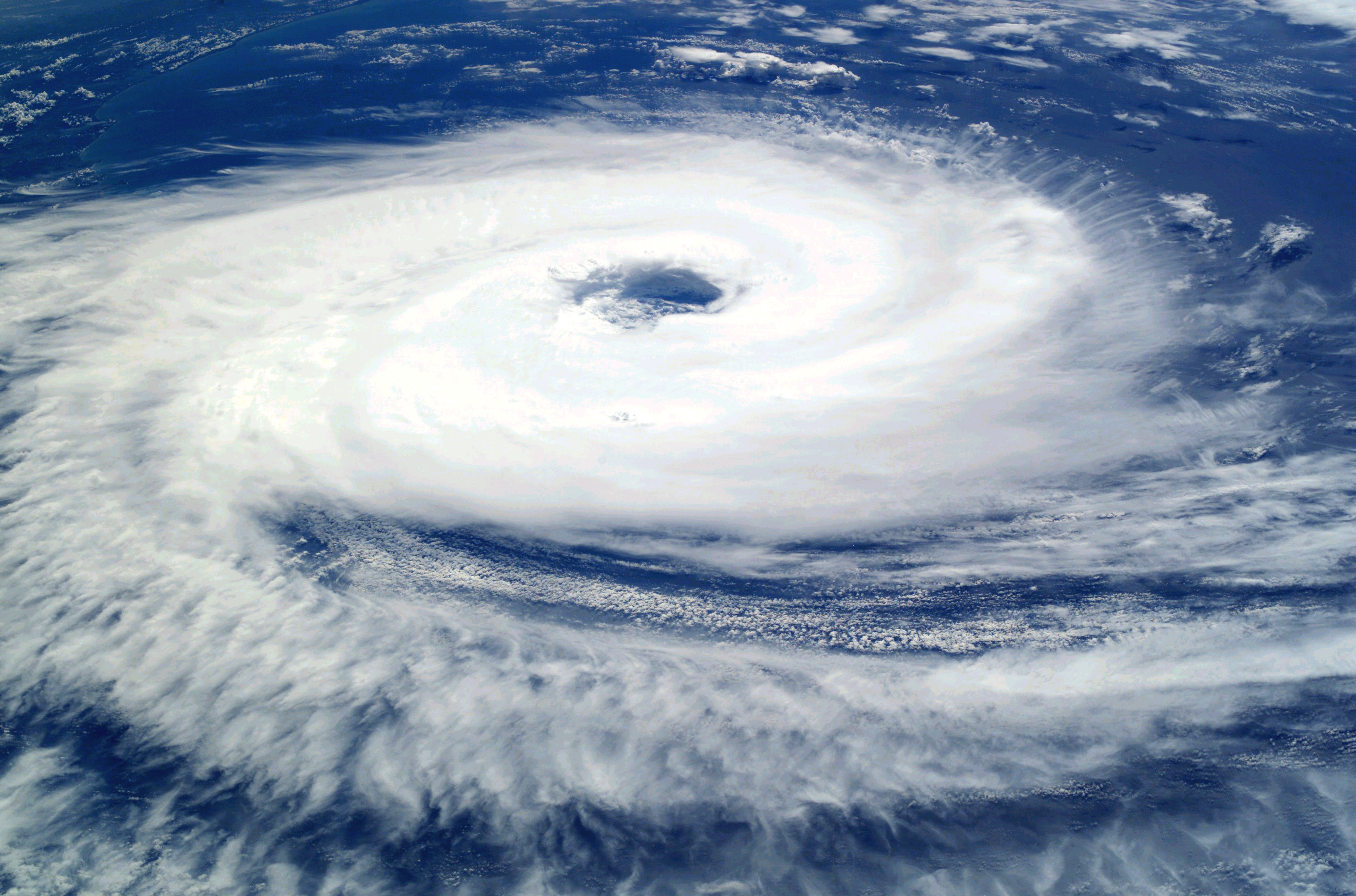
Ciclonul Catarina, văzut din International Space Station pe data de 26 martie 2004

Imagine radar a unui ciclon tropical în emisfera nordică.

În meteorologie un ciclon tropical este o furtună în formă de vârtej, care se formează într-o zonă depresionară tropicală de la suprafața oceanelor, cu diametrul uneori până la câteva mii de kilometri. Este formată dintr-o masă mare de nori și furtună care, datorită unui sistem de vânturi circulare puternice se rotesc tridimensional în formă de spirală în jurul unui centru, în sens direct (adică invers sensului acelor de ceasornic) în emisfera nordică și în sens retrograd (adică sensul acelor de ceasornic) în cea sudică. Energia ciclonului provine din degajarea de căldură provenită din condensarea la altitudine a vaporilor de apă formați la suprafața oceanului. În sens termodinamic, un ciclon tropical poate fi considerat o mașină termică.
Acest fenomen de condensare ca sursă principală de energie diferențiază ciclonii tropicali de alte fenomene meteorologice, cum ar fi furtunile din zonele depresionare din zonele temperate, care-și iau energia din diferențele de temperatură la întâlnirea unor mase de aer cu temperaturi diferite. De aceea, cantitatea de energie acumulată de un ciclon tropical este în funcție de timpul cât acest ciclon rămâne deasupra apelor calde, care îi furnizează prin evaporare umiditatea atmosferică necesară dezvoltării. Degajarea lentă a căldurii în urma condensării ridică temperatura în interiorul ciclonului cu 15 - 20 °C față de temperatura  troposferei în exteriorul ciclonului. De aceea, ciclonii tropicali sunt cunoscute drept furtuni cu nucleu cald. De remarcat că această zonă caldă este numai la înălțime, la suprafața  solului temperatura este cu câteva grade mai mică decât a zonei din jurul ciclonului datorită reducerii de către nori a  insolației și a precipitațiilor.
Termenul de „ciclon” se referă la mișcarea generală a fenomenului, o mișcare de rotație în sensul opus acelor de ceasornic în emisfera nordică, respectiv în sensul acelor de ceasornic în emisfera sudică. Termenul de „tropical” se referă atât la zona predilectă de formare, cât și la caracteristicile termodinamice ale maselor de aer în care se formează.
În funcție de intensitate și de locul în care se produc, ciclonii tropicali sunt cunoscuti sub diferite denumiri ca: 
- uragan, vânt cu viteza de 30 - 50 m/s (sau orice vânt care, atingând 12 grade Beaufort, provoacă distrugeri). Inițial, termenul uragan denumea doar ciclonii tropicali din Marea Caraibilor;
- taifun;
- furtună tropicală;
- furtună ciclonică;
- depresiune tropicală.

## Structură

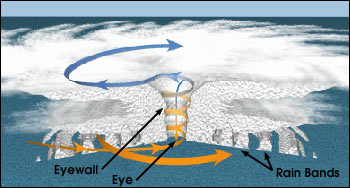
Structura unui ciclon tropical. Săgețile indică direcțiile de mișcare ale curenților din ciclon.

Toți ciclonii tropicali sunt zone de presiune atmosferică scăzută, măsurată la nivelul solului. Presiunile înregistrate în centrul ciclonilor sunt cele mai mici care se întâlnesc la suprafața Pământului la nivelul mării. Vaporii de apă formați la suprafața oceanului au o densitate mai mică decât a aerului, cam 62 %, ca urmare ei se ridică. La întâlnirea unei zone de aer cu temperatură mai mică ei condensează, eliberând  căldura latentă de condensare. Aceasta se face treptat cu înălțimea, ca urmare temperatura aerului din ciclon crește în jurul axei ciclonului. Cu excepția temperaturii aerului din imediata apropiere a suprafeței oceanului, care este determinată de temperatura suprafeței apei, zona din interiorul ciclonui este mai caldă decât cea din jurul său.
În centrul ciclonului se găsește o zonă lipsită de vânturi și precipitații, numită ochiul ciclonului (ochiul furtunii), furtuna desfășurându-se aparent în jurul său. Ochiul unui ciclon tipic are un diametru de 30 - 60 km și poate fi însorit sau acoperit de nori. Prin contrast, cele mai puternice vânturi se întâlnesc chiar la marginea ochiului.
Termenul „ciclon” a fost folosit pentru prima dată de căpitanul de marină britanic Henry Piddington (1797-1858) în 1842.

## Clasificare
Terminologia clasificării ciclonilor tropicali depinde de bazinul în care se formează. adică în  Atlantic și  Pacificul de Nord-Est, în Pacificul de Nord-Vest, respectiv în Pacificul de Sud și Oceanul Indian. Mai jos este un sumar al clasificărilor folosite de Centrele Regionale Meteorologice Specializate (engleză Regional Specialized Meteorological Centers).
| Clasificarea ciclonilor tropicali (viteza vântului este media pe 10 minute) | Clasificarea ciclonilor tropicali (viteza vântului este media pe 10 minute) | Clasificarea ciclonilor tropicali (viteza vântului este media pe 10 minute) | Clasificarea ciclonilor tropicali (viteza vântului este media pe 10 minute) | Clasificarea ciclonilor tropicali (viteza vântului este media pe 10 minute) | Clasificarea ciclonilor tropicali (viteza vântului este media pe 10 minute) | Clasificarea ciclonilor tropicali (viteza vântului este media pe 10 minute) | Clasificarea ciclonilor tropicali (viteza vântului este media pe 10 minute) | Clasificarea ciclonilor tropicali (viteza vântului este media pe 10 minute) |
| Scara Beaufort                                                              | vânt mediu timp de 10 minute (noduri)                                       | N Oc. Indian IMD                                                            | SV Oc. Indian MF                                                            | Australia BOM                                                               | SV Oc. Pacific FMS                                                          | NV Oc. Pacific JMA                                                          | NV Oc. Pacific JTWC                                                         | NE Oc. Pacific și N Oc. Atlantic NHC și CPHC                                |
| --------------------------------------------------------------------------- | --------------------------------------------------------------------------- | --------------------------------------------------------------------------- | --------------------------------------------------------------------------- | --------------------------------------------------------------------------- | --------------------------------------------------------------------------- | --------------------------------------------------------------------------- | --------------------------------------------------------------------------- | --------------------------------------------------------------------------- |
| 0–6                                                                         | <28                                                                         | Depression                                                                  | Trop. Disturbance                                                           | Tropical Low                                                                | Tropical Depression                                                         | Tropical Depression română Depresiune tropicală                             | Tropical Depression                                                         | Tropical Depression                                                         |
| 7                                                                           | 28–29                                                                       | Deep Depression                                                             | Depression                                                                  | Tropical Low                                                                | Tropical Depression                                                         | Tropical Depression română Depresiune tropicală                             | Tropical Depression                                                         | Tropical Depression                                                         |
| 7                                                                           | 30–33                                                                       | Deep Depression                                                             | Depression                                                                  | Tropical Low                                                                | Tropical Depression                                                         | Tropical Depression română Depresiune tropicală                             | Tropical Storm                                                              | Tropical Storm                                                              |
| 8–9                                                                         | 34–47                                                                       | Cyclonic Storm                                                              | Moderate Tropical Storm                                                     | Trop. Cyclone (1)                                                           | Tropical Cyclone                                                            | Tropical Storm română furtună tropicală                                     | Tropical Storm                                                              | Tropical Storm                                                              |
| 10                                                                          | 48–55                                                                       | Severe Cyclonic Storm                                                       | Severe Tropical Storm                                                       | Tropical Cyclone (2)                                                        | Tropical Cyclone                                                            | Severe Tropical Storm română Furtună tropicală puternică                    | Tropical Storm                                                              | Tropical Storm                                                              |
| 11                                                                          | 56–63                                                                       | Severe Cyclonic Storm                                                       | Severe Tropical Storm                                                       | Tropical Cyclone (2)                                                        | Tropical Cyclone                                                            | Severe Tropical Storm română Furtună tropicală puternică                    | Typhoon                                                                     | Hurricane (1)                                                               |
| 12                                                                          | 64–72                                                                       | Very Severe Cyclonic Storm                                                  | Tropical Cyclone                                                            | Severe Tropical Cyclone (3)                                                 | Tropical Cyclone                                                            | Typhoon română Ciclon tropical                                              | Typhoon                                                                     | Hurricane (1)                                                               |
| 12                                                                          | 73–85                                                                       | Very Severe Cyclonic Storm                                                  | Tropical Cyclone                                                            | Severe Tropical Cyclone (3)                                                 | Tropical Cyclone                                                            | Typhoon română Ciclon tropical                                              | Typhoon                                                                     | Hurricane (2)                                                               |
| 12                                                                          | 86–89                                                                       | Very Severe Cyclonic Storm                                                  | Tropical Cyclone                                                            | Severe Tropical Cyclone (4)                                                 | Tropical Cyclone                                                            | Typhoon română Ciclon tropical                                              | Typhoon                                                                     | Major Hurricane (3)                                                         |
| 12                                                                          | 90–99                                                                       | Very Severe Cyclonic Storm                                                  | Intense Tropical Cyclone                                                    | Severe Tropical Cyclone (4)                                                 | Tropical Cyclone                                                            | Typhoon română Ciclon tropical                                              | Typhoon                                                                     | Major Hurricane (3)                                                         |
| 12                                                                          | 100–106                                                                     | Very Severe Cyclonic Storm                                                  | Intense Tropical Cyclone                                                    | Severe Tropical Cyclone (4)                                                 | Tropical Cyclone                                                            | Typhoon română Ciclon tropical                                              | Typhoon                                                                     | Major Hurricane (4)                                                         |
| 12                                                                          | 107–114                                                                     | Very Severe Cyclonic Storm                                                  | Intense Tropical Cyclone                                                    | Severe Tropical Cyclone (5)                                                 | Tropical Cyclone                                                            | Typhoon română Ciclon tropical                                              | Typhoon                                                                     | Major Hurricane (4)                                                         |
| 12                                                                          | 115–119                                                                     | Very Severe Cyclonic Storm                                                  | Very Intense Tropical Cyclone                                               | Severe Tropical Cyclone (5)                                                 | Tropical Cyclone                                                            | Typhoon română Ciclon tropical                                              | Super Typhoon                                                               | Major Hurricane (4)                                                         |
| 12                                                                          | >120                                                                        | Super Cyclonic Storm                                                        | Very Intense Tropical Cyclone                                               | Severe Tropical Cyclone (5)                                                 | Tropical Cyclone                                                            | Typhoon română Ciclon tropical                                              | Super Typhoon                                                               | Major Hurricane (5)                                                         |

În România se folosește clasificarea JMA.